# Balanus rostratus
Balanus rostratus is een zeepokkensoort uit de familie van de Balanidae..